# 24587 Kapaneus
24587 Kapaneus este o planetă minoră (asteroid), cu un diametru de 25,738 km, din Asteroid troian al lui Jupiter. A fost descoperită pe 30 septembrie 1973 la Observatorul Palomar de Cornelis Johannes van Houten și a fost numită după Capaneus⁠(d). 
Obiectul prezintă o orbită caracterizată de o semiaxă mare de 5,1788154 UAi, o excentricitate de 0,012, o înclinație de 29,05767 ° în raport cu ecliptica.